# Lactarius westii
Lactarius westii é um fungo que pertence ao gênero de cogumelos Lactarius na ordem Russulales. Foi descrito cientificamente pelo micologista norte-americano William Murrill em 1940.